# Бирбаум, Франц Петрович
Франц Петрович Бирбаум (нем. Franz Peter Birbaum; 6 сентября 1872, Фрибур, Фрибур (кантон), Швейцария — 14 октября 1947, Эгль, Во (кантон), Швейцария) — главный мастер и художник-миниатюрист фирмы «Фаберже» в 1893—1918 годах.

## Биография
Учился на ювелирном отделении Фрибурского университета. Учился в Рисовальной школе Общества поощрения художеств Петербурга.
В 1893—1918 годах — главный мастер и художник фирмы «Фаберже». Состоял казначеем Русского художественно-промышленного общества. Лично скомпоновал не менее половины Императорских пасхальных яиц.
С 1919 года — заведующий отделом в Институте архитектурной технологии Академии материальной культуры.
В мае 1920 года покинул Советскую Россию. По переезду в Швейцарию посвятил себя всецело живописи горной природы.

## Семья
- первая жена — Екатерина Яковлевна (умерла 1 июля 1918 года в Петрограде)
- вторая жена — Илинская Евгения Петровна, в браке с 1920 по 1925 год
- третья жена — Дюпертюи Гортензия-Маргарита, в браке с 1925 года

## Память
В 2012 году в честь 140-летия со дня рождения Франца Петровича Бирбаума Мемориальным Фондом Фаберже учрежден почётный памятный знак – Орден Франца Бирбаума. Вручается руководителям производств, руководителям коллективов авторского ювелирного и камнерезного искусства и групп художников за выдающиеся заслуги в развитии ювелирного и камнерезного искусства и многолетнюю творческую деятельность (не менее 10 лет).